# Parafia św. Marka Ewangelisty w Mielcu-Rzochowie
Parafia św. Marka Ewangelisty w Mielcu-Rzochowie – parafia rzymskokatolicka w Mielcu, należąca do dekanatu Mielec-Południe.
Za początek powstania parafii przyjmuję się ok. 1374 r., choć pewna wzmianka o istnieniu parafii pochodzi dopiero z 1431 r. W tym bowiem roku został wydany dokument Zbigniewa Oleśnickiego, biskupa krakowskiego mówiący o włączeniu do parafii w Rzochowie nowej wsi Ocieka.
Swym zasięgiem obejmuje Rzochów, niegdyś miasto, dziś osiedle położone w południowej części Mielca. Siedziba parafii mieści się przy ulicy Rzochowskiej.
Obecny kościół parafialny został poświęcony 14 grudnia 2003. Poprzedni, drewniany kościół pw. św. Marka z 1843 r., wraz z całym wyposażeniem, został przekazany do Muzeum Kultury Ludowej w Kolbuszowej. W czerwcu 2010 r. obiekt został rozebrany i przeniesiony.

## Grupy parafialne
Lektorzy, ministranci, DSM, AWM, „Żywa Woda”, róże różańcowe.

## Proboszczowie parafii Mielec-Rzochów[2][3]
- ks. Weszar Mikołaj z Pilzna (1478/79)
- ks. Jakub z Tarnowa (1478/79 – ?)
- ks. Mateusz z Lubziny (1513–1529)
- ks. Jan z Koprzywnicy (1561)
- ks. Szydłowski Jan (1561)
- ks. Gałązka Stanisław (1580)
- ks. Piotrowski Józef (1590–1594)
- ks. Silicki Albert (1594–1596)
- ks. Niećko Jakub (1603)
- ks. Kozorowski Samuel (1618–1644)
- ks. Sołecki Walenty (1658–1704)
- ks. Dziekanowicz Jakub (1704–1707)
- ks. Łabęcki Hiacynty (1707–1740)
- ks. Zembecki Jan (1740–1758)
- ks. Sedzimir Józef (1758–1770)
- ks. Nowakowski Stefan (1770–1774)
- ks. Garlicki Wojciech (1774–1789)
- ks. Szczepański (Szczepanowski) Józef (1789–1794)
- ks. Ryniewicz Tomasz (1794–1823)
- ks. Sitkowski Ignacy (1823) administrator
- ks. Hadasik Stanisław (1824–1836)
- ks. Gruczyński Stanisław (1836) administrator
- ks. Andrzejowski Ludwik (1836–1837)
- ks. Józef Mozdrzeniowski (1837–1871)
- ks. Franciszek Karakulski (1871) administrator
- ks. Adam Grębosz (1871–1917)
- ks. Karol Dobrzański (1917–1960)
- ks. Piotr Stary (1942–1945) administrator
- ks. Tomasz Rzepka (1961–1972)
- ks. Kazimierz Mularz (1972–1990)
- ks. Józef Jaworski (1990–1995)
- ks. Józef Węgrzyn (1995),
- ks. Jerzy Ptak (1995–2024)
- ks. Bogdan Kwiecień (10.08.2024 – obecnie)[4]